# Keratella octoceros
Keratella octoceros is een raderdiertjessoort uit de familie Brachionidae. De wetenschappelijke naam van deze soort is voor het eerst geldig gepubliceerd in 1793 door Abildgaard.